# قوانين بول بريمر المئة في العراق
هي أوامر ملزمة أو توجيهات للشعب العراقي لها تبعات جزائية أو نتائج مباشرة على الطريقة التي تم فيها إدارة العراقيين، بما فيه تغييرات على القانون العراقي انشئت في أوائل 2004 على يد بول بريمير تحت سلطة الائتلاف المؤقتة في العراق. نادت القرارات باجتثاث حزب البعث من العراق بالإضافة إلى تغييرات اقتصادية واسعة. معظم التعديلات الاقتصادية ركزت على انتقال الاقتصاد العراقي من اقتصاد مخطط مركزيا إلى اقتصاد السوق، كما أورد في العقد مع شركة بيرينج بوينت:
«ينبغي أن يكون واضحا ان الجهود المبذولة ستكون مصممة لإنشاء الإطار القانوني الأساسي لاقتصاد سوق فعال، آخذين المنفعة المناسبة من الفرصة الفريدة لتقدم سريع في المجالات التي يقدمها التكوين الحالي للظروف السياسية. يتم تصور الإصلاحات في مجال الإصلاح المالي، إصلاح القطاع المالي، التجارة، القوننة والتنظيم والخصخصة.»

## قائمة الأوامر
- القرار 1: اجتثاث حزب البعث
- القرار 2: حل الكيانات
- القرار3: التحكم بالأسلحة - منع امتلاك الأسلحة الثقيلة، والصغيرة باستثناء المنزل أو مكان عمل، ويستثنى العاملين في سلطة الائتلاف والشرطة العراقية والجنود، وتأسيس برنامج جمع الأسلحة. مذكرة تفاهم CPA (1 سبتمبر 2003) تحوكم جوانب التنفيذ.[3]
- القرار 4: إدارة أملاك وأصول حزب البعث العراقي
- القرار 5: تشكيل مجلس اجتثاث حزب البعث
- القرار 8: السفر للخارج لأغراض أكاديمية: رفع كافة التحديدات لسفر الطلبة والأكاديميين (7 يونيو 2003)
- قرار 17: Status of the Coalition Provisional Authority, MNF–Iraq, Certain Missions and Personnel in Iraq
- Coalition Provisional Authority Order 22: Creation of a القوة البرية العراقية (قرار 22, 7 August 2003)
- Coalition Provisional Authority Order 23: Creation of a New Code of Military Discipline for the New Iraqi Army, 23 August 2003, Annex A (7 September 2003)
- قرار 26: تشكيل وزارة الداخلية (1 سبتمبر 2003)
- قرار 27: تأسيس مديرية حماية المنشآت (7 سبتمبر 2003)
- Coalition Provisional Authority Order 28: Establishment of the Iraqi Civil Defense Corps (9 September 2003)
- Coalition Provisional Authority Order 37: Suspension of most taxes (including income tax and property rent tax) from April–December 2003 (21 September 2003).
- Coalition Provisional Authority Order 39: liberalized trade [and proclaimed] "the independence of the central bank; set rules for the new currency and securities markets; declared policies for trademarks, patents, copyrights, public contracts, and debt resolution; and privatized state enterprises, thus establishing the basic conditions for the neoliberal political economy that the United States meant to launch in Iraq.[4]
- Coalition Provisional Authority Order 42: Creation of the Defense Support Agency (23 September 2003) New body, under CPA control, to provide legal, medical, financial, logistical, recruitment, training and property management support to the Iraqi army
- قرار 81: بحسب القرار 81، الفقرة 66 – [B], أصدره ل. بول بريمير، يمنع العراقيين من حفظ البذور المهجنة حديثا (وليس التقليدية) ويجوز لهم -لغذائهم- زراعة البذور المرخصة من موزعيين أمريكيين فقط.[5]
- Order 91: إستحداث آلية لدمج الميليشيات في القوات المسلحة العراقية وقوات أمن عراقية أخرى (2 يونيو 2004)
- Order 100: Transition of Laws, Regulations, Orders, and Directives Issued by the Coalition Provisional Authority

لا شك ان القرارات غيرت القوانين العراقية السارية. ولذلك فهي غير قانونية بحسب القانون الدولي. تنظيمات لاهاي لعام 1907، ودفتر الجيش الأمريكي 27-10 («قانون الحرب البرية») يحددان مدى التعديلات في قوانين الدول المحتلة.

## وصلات خارجية
- http://gjpi.org/2009/08/23/status-of-coalition-provisional-authority-regulations-orders-memoranda-and-notices/comment-page-1/